# The Field of Honor
The Field of Honor er en amerikansk stumfilm fra 1917 af Allen Holubar.

## Medvirkende
- Allen Holubar som Wade Clayton
- Frank MacQuarrie som Amos Tolliver
- Sydney Deane som Poole
- Louise Lovely som Laura Sheldon
- Helen Wright